# Microselia
Microselia is een geslacht van insecten uit de familie van de Bochelvliegen (Phoridae), die tot de orde tweevleugeligen (Diptera) behoort.

## Soorten
- M. daccordi Gori, 1999
- M. espanaensis Disney, 2006
- M. forsiusi (Schmitz, 1927)
- M. prescherae Disney, 2010
- M. rivierae Schmitz, 1934
- M. southwoodi Disney, 1988
- M. texana Disney, 1982